# Brunellia espinalii
Brunellia espinalii är en tvåhjärtbladig växtart som beskrevs av J. Cuatrec.. Brunellia espinalii ingår i släktet Brunellia och familjen Brunelliaceae. Inga underarter finns listade i Catalogue of Life.